# Фридрих III (Орламюнде)
Вижте пояснителната страница за други личности с името Фридрих III.
Фридрих III фон Орламюнде (на немски: Friedrich III von Orlamünde; † сл. 23 юли 1379/ок. 28 април 1380) от клона Ваймар-Орламюнде на фамилията Аскани е граф на Орламюнде и господар на Дройсиг в Саксония-Анхалт.
Той е вторият син на граф Хайнрих III фон Орламюнде († 1354) и съпругата му Ирмгард фон Шварцбург-Бланкенбург († 26 март 1354), дъщеря на граф Хайнрих VII фон Шварцбург-Бланкенбург († 1324) и Кристина фон Глайхен-Тона († 1296). Брат е на Хайнрих IV († ок. 1357). Резденцията му е в дворец Дройсиг.

## Фамилия
Фридрих III се жени за жена с неизвестно име. Те имат две деца:
- Фридрих IV фон Орламюнде († 1402/1405), женен пр. 2 август 1402 г. за Катарина фон Глайхен († сл. 28 юни 1411), дъщеря на граф Хайнрих VI фон Глайхен-Tona († 1378) и Юта фон Кверфурт († 1370)
- Катарина, fl 1374/1379